# 寶可夢TRETTA
《寶可夢TRETTA》是一款由TAKARA TOMY和Marvelous合作開發的角色扮演機台遊戲，也是《寶可夢Battrio》後繼機台。2012年7月開始在日本營運。2016年4月起，由世嘉代理繁體中文版並在台灣開始營運。
遊戲設計理念為還原系列作中的最大特徵：「尋找寶可夢﹑與寶可夢進行對戰﹑並收服寶可夢」。每局的遊戲費用為100日圓/30新台幣/15港幣，並且可在遊戲結束後獲得一枚卡匣。截至2013年8月，遊戲機台在日本已設置於超過2000個以上的店舖，累積發行卡匣數超過8700萬枚。
2016年6月，本作機台在日本正式結束營運，其後繼機台《寶可夢Gaole》於2016年7月於日本開始營運。

## 遊戲內容
搜尋模式
搜尋寶可夢的模式。轉動機台中間的轉盤來選擇六個顯示區域中的其中三個。每當選擇任何一個區域時，都出現三隻寶可夢。
對戰模式
在搜尋模式中出現寶可夢後與寶可夢進行對戰的模式。機台將讀取玩家自身的寶可夢卡匣，並使寶可夢出現在畫面中以進行對戰（若未擁有卡匣則可借用隨機提供給玩家的寶可夢）。
捕捉模式
對戰結束後捕捉寶可夢的模式。在此模式中，按下機台上的精靈球狀按鈕來停下畫面中旋轉的輪盤，以決定可使用的精靈球。精靈球機率取決於玩家倖存的寶可夢數量。捕捉成功後，會由機台生成所捕捉到的寶可夢的卡匣。
馬上捕捉模式
跳過搜尋模式及對戰模式，讓機台直接隨機產生一張寶可夢卡匣的模式。在這模式下仍然需要遊戲費用。

## 外部連結
- 官方网站